# 2013 ND15
2013 ND15 è l'unico asteroide troiano di Venere conosciuto.

Il diagramma mostra i cinque punti di Lagrange nel sistema Sole-Venere: libra attorno al punto L4.

Il corpo celeste è stato scoperto nel 2013 da N. Primak, A. Schultz, T. Goggia e K. Chambers nell'ambito del progetto Pan-STARRS.  Si tratta di un asteroide Aten dotato di un semiasse maggiore (0,7235 au) molto simile a quello di Venere ma con una eccentricità (0,6115) più alta ed un'inclinazione orbitale minore (4,794°). Con una magnitudine assoluta di 24,1, si stima che l'asteroide abbia un diametro compreso tra i 40 e 100 metri, assumendo un'albedo tra 0,04 e 0,20.
2013 ND15 libra attorno al punto di Lagrange L4 di Venere precedendo il pianeta nella sua orbita attorno al Sole e per questo viene definito asteroide troiano, il primo ed unico localizzato nell'orbita del pianeta.
I punti di Lagrange sono punti di equilibrio in un sistema dinamico a due corpi, di cui uno molto più massiccio dell'altro, com'è nel caso del Sole e di Venere. Nello specifico, il punto L4 precede il pianeta nella sua orbita e può essere individuato approssimativamente dall'intersezione dell'orbita di Venere con una retta che ha origine nel centro di massa del sistema ed è inclinata di 60° rispetto alla retta che congiunge il pianeta al Sole.
Gli asteroidi troiani non occupano esattamente un punto di Lagrange, ma librano attorno ad essi, percorrendo dei circuiti elongati attorno al punto stesso se osservati in un sistema di riferimento rotante in cui il pianeta ed i punti di Lagrange risultano stazionari.
Oltre ad essere un asteroide troiano di Venere e quindi citerosecante, 2013 ND15 è anche un asteroide ermeosecante e geosecante, ovvero attraversa le orbite sia di Mercurio che della Terra, ma non è incluso nella lista degli oggetti potenzialmente pericolosi per il suo basso rischio di collisione col nostro pianeta.
Prima di 2013 ND15, sono stati scoperti asteroidi troiani di Giove, di Nettuno, di Marte, della Terra e di Urano.